# سيتي سنتر البحرين
يقع مركز البحرين سيتي سنتر وهو أول وجهة ترويح وتسوُّق في مملكة البحرين، في مكان استراتيجي في قلب المنامة على طريق الشيخ خليفة بن سلمان، وهو أكبر مركز تسوُّق في البحرين لدى اكتمال بنائه.
يعتبر مجمع ستي سنتر البحرين، أكبر واحدث مجمع ومركز تسوق تجاري بمملكة البحرين، ويقع في وسط مدينة المنامة، وهو الموقع الأكثر حيوية في المملكة، ويعتبر المجمع أكبر مركز تسوق في البحرين 
يتكون المركز من مجمع تجاري ضخم يضم العديد من المتاجر والمحلات التجارية، فندقين من 5 و 4 نجوم، ومجمع سينمائي، وحديقة مائية، وركن للمطاعم ومركز للترفيه.

## المركز التجاري
يوفر مجمع البحرين سيتي سنتر الذي تبلغ مساحته 140.000 متر مربع، مساحة كافية لأكثر من 300 متجر تجزئة ومركزين تجاريين دوليين متعدِّدي الطوابق للتسوُّق، إضافة إلى أكبر حديقة مائية مسقوفة في المنطقة (واهو)، وصالة ماجيك بلانيت للألعاب تبلغ مساحتها 5.000 متر مربع وأكبر مجمع سينما في الشرق الأوسط يضم 20 صالة سينما.
سيضم مركز البحرين سيتي سنتر، متعدِّد الأغراض عند انتهائه، فندقين دوليين يوفران 700 غرفة مع مرافق وتسهيلات من فئة خمسة نجوم وأربعة نجوم. وسوف يشكِّل المركز الذي لا يبعد سوى دقائق عن جسر الملك فهد ومطار البحرين الدولي، والذي يوفر مواقف مسقوفة تستوعب 6,000 سيارة، الوجهة المثالية والمناسبة للترفيه والترويح للسياح.
وهو مركز تجاري أقليمي متنوع الخدمات، مؤلف من ثلاثة طوابق، بتصميم عصري ممزوج بالطابع التراثي.
- - وهو مكان مصمم بالشكل التراثي يضم مجموعة محلات تجارية ذات أسماء عريقة، تبيع الأشياء القديمة، وفيه مقهى تراثي ومصلى.

## المـجمع التجاري
يضم العديد من المحلات الإقليمية والعالمية، والمطاعم والمقاهي ومراكز الترفية والخدمات، وباحة خاصة للفعاليات والأنشطة.
| - مراكز الترفيه : - مجمع سينيكو السينمائي - الحديقة المائية (واهو) - مركز البولينغ - ماجيك بلانت - فيرجن | - المحلات التجارية: - كارفور - ساكس فيفث افينيو - دبنهامز - شرف دي جي - باريس غاليري - زارا - ماكس - سنتر بوينت - الهويدي للكماليات | - المطاعم : - 13 مطعم رئيسي. - الوافي. - فراي ديز - 21 وحده في ركن المطاعم. - فانليز - ماكدونالدز | - المقاهي والوجبات الخاصة : - مقهى البنديرة - كوستا كافية - سينيكو كافية - باسكن روبنز - بينكبيري |

## الفعاليات والأنشطة
تتم في باحة خاصة معده خصيصا للفعاليات والأنشطة، ومنها :
- كأس العالم مع زين (وتم فيه عرض مباريات كأس العالم بالتعاون مع شركة زين والجزيرة الرياضية)
- الملك حمد (معرض كامل عن الملك حمد وما شهدته البحرين من نهضة منذ تولية الحكم)
- تغيير محل الهويدي لكماليات الرجل خيالي بحضور رجل الأعمال عبد الرحمن الهويدي ومحمد البليهد
- معرض الحشرات (للأطفال)
- اتصالات فيفا (في فبراير، تزامنا مع افتتاح فرع فيفا البحرين)

بالإضافة إلى العديد من الأنشطة الإسبوعية والحفلات الخاصة.

## مواقع خارجية
موقع أكاسيا البحرين